# 霍莉·阿诺德
霍莉·阿诺德（英語：Hollie Arnold，1994年6月26日—），英国女子田径运动员。她曾代表英国参加2008年、2012年、2016年和2020年夏季残疾人奥林匹克运动会田径比赛，获得一枚金牌和一枚铜牌。